# ویلی هوفشمید
ویلی هوفشمید (آلمانی: Willy Hufschmid؛ زادهٔ ۹ اکتبر ۱۹۱۸ - درگذشته نامشخص) بازیکن هندبال اهل سوئیس بود.